# Гней Домиций Агенобарб (консул-суффект 162 года до н. э.)
Гней Доми́ций Агеноба́рб (лат. Gnaeus Domitius Ahenobarbus; умер после 162 года до н. э.) — римский военачальник и политический деятель из плебейского рода Домициев, консул-суффект 162 года до н. э., предок императора Нерона. Участвовал в переустройстве Македонии после Третьей Македонской войны (167 год до н. э.)

## Происхождение
Гней Домиций принадлежал к плебейскому роду, который позже, во времена Августа, был включён в состав патрициата. Согласно легенде, рассказанной Светонием, первый представитель этого рода однажды встретил «юношей-близнецов божественного вида», которые приказали ему сообщить римлянам о победе, одержанной на войне. «А в доказательство своей божественной силы они коснулись его щёк, и волосы на них из чёрных стали рыжими, медного цвета». Этот Домиций получил прозвище Агенобарб (Ahenobarbus, «рыжебородый»), ставшее когноменом для его потомков. Правнуком родоначальника был Гней Домиций Агенобарб, первым из этой семьи достигнувший консулата (в 192 году до н. э.); сыном последнего был консул-суффект 162 года до н. э.

## Биография
Предположительно в 180-е годы до н. э. Гней Домиций был монетарием. В 172 году до н. э. его приняли в состав жреческой коллегии понтификов на место умершего Квинта Фульвия Флакка. В 169 году до н. э. Агенобарб по рекомендации только что избранного консулом Луция Эмилия Павла вошёл в состав комиссии, которая отправилась изучать состояние римской армии и военную обстановку в Греции и Македонии накануне решающего этапа Третьей Македонской войны.
В 167 году до н. э. Гней Домиций снова отправился на Балканы. Он был в числе десяти легатов, которые совместно с Луцием Эмилием Павлом должны были организовать новый порядок в Македонии. Известно, что сначала Гней Домиций отправился в Ахайю и вызвал руководителей Ахейского союза в Рим, а потом занялся македонской проблемой. Страна была разделена на четыре аристократические республики, полностью изолированные друг от друга, не имевшие собственных армий и выплачивавшие половину прежних податей Риму. Жители этих государств не могли иметь собственность в других республиках, вести торговлю с «иностранцами», вывозить строевой лес, разрабатывать серебряные и золотые рудники.
В своей карьере Агенобарб должен был пройти через претуру, но источники не сообщают о том, когда именно это произошло. Учитывая дату консулата и требования Закона Виллия, установившего минимальные промежутки между магистратурами, Гней Домиций должен был занимать должность претора не позже 165 года до н. э. Роберт Броутон предположил, что это могло произойти ещё в 170 году до н. э.: Агенобарб должен был быть как минимум преторием (бывшим претором), чтобы участвовать во второй македонской миссии
В 162 году до н. э. очередные выборы консулов были признаны несостоявшимися из-за религиозной погрешности, так что Публий Корнелий Сципион Назика Коркул и Гай Марций Фигул были вынуждены сложить полномочия. Гней Домиций стал одним из консулов-суффектов наряду с патрицием Публием Корнелием Лентулом.

## Потомки
У Гнея Домиция был сын того же имени, занимавший должность консула в 122 году до н. э. Отдалённым потомком Гнея по прямой мужской линии был император Нерон.